# Kömörő
Kömörő is een plaats (község) en gemeente in het Hongaarse comitaat Szabolcs-Szatmár-Bereg. Kömörő telt 602 inwoners (2001).